# Casa da Cultura de Teresina
Casa da Cultura de Teresina é uma organização cultural brasileira sediada no município de Teresina e que é administrada pela Fundação Municipal Monsenhor Chaves. A organização funciona em um prédio histórico do município, a Casa do Barão de Gurgueia. No primeiro semestre de 2021 a então coordenadora geral da Casa e produtora cultural, Josy Brito, o artista plástico Gabriel Archanjo, coordenador de Literatura e Editoração, foram afastados de suas funções. A nova coordenadora empossada então foi Marilene Evangelista.